# Rhagoletis boycei
Rhagoletis boycei är en tvåvingeart som beskrevs av Cresson 1929. Rhagoletis boycei ingår i släktet Rhagoletis, och familjen borrflugor. Inga underarter finns listade i Catalogue of Life.